# Giovanni Villani
Giovanni Villani (asi 1280 Florencie – 1348) byl italský bankéř, úředník, diplomat a kronikář z Florencie, který napsal dílo Nuova Cronica (Nové kroniky) o dějinách Florencie. Po Giovanniho smrti pokračoval v psaní nejdříve autorův bratr Matteo Villani a pak bratranec Filippo Villani. Byl to společník obchodní firmy Buonsignori.